# Іпуть (Гомельський район)
Іпуть (біл. Іпуць; рос. Ипуть) — селище та залізнична станція (на гілці Костюківка — Березки від лінії Жлобин — Гомель) в Улуковській сільській раді Гомельського району Гомельської області Республіки Білорусь.

## Географія

### Розташування
За 2 км на схід від Гомеля.

## Транспортна мережа
Транспортні зв'язки автошляхами, які відходять від Гомеля. Забудова квартальна, дерев'яна та цегляна.

## Історія

### Радянська доба
Заснований у 1940-х роках. Активний його розвиток обумовлений сусідством з обласним центром і припадає на останні десятиліття. Сучасну назву селище біля залізничної станції отримало за Указом Президії Верховної Ради БРСР від 5 серпня 1968 року. У складі племзаводу «Березки» (центр — село Березки).

## Населення

### Чисельність
- 2004 рік — 165 господарств, 468 мешканців